# 乌多·尤尔根斯
乌多·尤尔根斯（德語：Udo Jürgens，1934年9月30日—2014年12月21日），本名为尤尔根·乌多·博克尔曼（Jürgen Udo Bockelmann），是一名拥有德国血统的奥地利作曲家、钢琴家及歌手。自2007年以来，他同时拥有奥地利及瑞士国籍。尤尔根斯是德语界最重要的流行音乐家之一，其风格介乎于通俗音乐、香颂和流行音乐之间。60年代曾多次参加欧洲歌唱大赛，并以一首德语歌曲"Merci, Chérie"为奥地利赢得了1966年欧洲歌唱大赛冠军。2014年12月21日，在散步時突然昏倒，送到醫院搶救仍舊在下午4点25分與世界告別，享壽80歲。